# Slaget ved Kap St. George
Slaget ved Kap St. George var et søslag i Stillehavskrigen under 2. Verdenskrig, som blev udkæmpet den 26. november 1943 i farvandet mellem Cape St. George, New Ireland, og Buka (nu en del af provinsen Nordlige Salomonøer i Papua Ny Guinea). Det var det sidste søslag mellem overfladeskibe under Felttoget på Salomonøerne.

## Baggrund
Amerikanerne havde landsat tropper på Bougainville den 1. november 1943. Dette udgjorde en trussel mod den japanske base på Buka mod vest, og 900 japanske soldater gik om bord på destroyerne Amagiri, Yugiri og Uzuki og sammen med destroyerne Onami og Makinami under kommando af orlogskaptajn Kiyoto Kagawa sendt af sted for at forstærke garnisonen.
De amerikanske flåde hørte om konvojen og sendte fem destroyere – USS Charles Ausburne, Claxton, Dyson, Converse og Spence af sted under kommando af kaptajn Arleigh Burke for at opfange den. 

## Slaget
De japanske destroyere landsatte de 900 tropper og forsyninger og modtog et tilsvarende antal søfolk, som tropperne afløste, og skibene var på vej tilbage til Rabaul da de omkring kl. 1.40 blev opdaget på radar af de amerikanske krigsskibe. Overlegen radar gjorde det muligt for de amerikanske skibe at nærme sig og afskyde deres torpedoer omkring kl. 1.55, inden de blev opdaget af japanerne. Onami blev ramt af adskillige torpedoer og sank straks. Makinami blev ramt af en torpedo og beskadiget, hvorefter den blev sænket med kanonild. Transportdestroyerne flygtede i forskellig retning. Burke forfulgte Yugiri og sænkede den omkring kl. 3.30.

## Efterspil
Slaget markerede afslutningen på Tokyo Express og afslutningen på den japanske modstand i Salomonøerne og var samtidig en succes for de allieredes bestræbelser på at opnå overlegenhed i kamp om natten ved hjælp af radar. Der var ingen søslag i Stillehavet, før slaget om Marianerne og Palau begyndte med invasionen af Saipan i juni 1944.

## Minder
Den amerikanske missilkryser USS Cape St. George, der blev taget i brug i 1993, blev opkaldt efter dette slag.

## Eksterne kilder
- McComb, David W. (2008). "Battle of Cape St. George". Destroyer History Foundation. Hentet 2008-04-16. {{cite web}}: Cite har en ukendt tom parameter: |accessyear= (hjælp)
- Parshall, Jon. "Imperial Japanese Navy Page (Combinedfleet.com)". Hentet 2006-06-14. {{cite web}}: Ukendt parameter |coauthors= ignoreret (|author= foreslået) (hjælp)
- Beskrivelse ved Vincent O'Hara
- Slagorden
- WW2DB: Solomons Campaign